# Minette
Minette – rzeka we Francji, przepływająca przez teren departamentu Ille-et-Vilaine, o długości 25,1 km. Stanowi dopływ rzeki Couesnon.